# Lama (Santo Tirso)
Lama é uma localidade portuguesa do Município de Santo Tirso que foi sede da extinta Freguesia de Lama, freguesia que tinha 2,14 km² de área, 1 393 habitantes (2011) e, por isso, uma densidade populacional de 650,9 hab/km².

A Freguesia de Lama foi extinta e agregada às Freguesias de Sequeiró, de Areias e de Palmeira, criando-se a União das Freguesias de Areias, Sequeirô, Lama e Palmeira. 
Situa-se na margem direita do rio Ave, daí a beleza paisagística de alguns dos seus locais, e a cerca de 2,5 km da sede do município.
Esta localidade, essencialmente agrícola, é fértil em lugares de grande beleza paisagística.
Tem grandes riquezas etnográficas de algumas tradições e costumes que partilhava com Areias e Sequeirô, tradições essas a necessitarem de um estudo mais aprofundado.
Junto à casa de Barrimau realiza-se, a 20 de Janeiro, a festa em honra a S. Sebastião.

## População
| População da freguesia de Lama | População da freguesia de Lama | População da freguesia de Lama | População da freguesia de Lama | População da freguesia de Lama | População da freguesia de Lama | População da freguesia de Lama | População da freguesia de Lama | População da freguesia de Lama | População da freguesia de Lama | População da freguesia de Lama | População da freguesia de Lama | População da freguesia de Lama | População da freguesia de Lama | População da freguesia de Lama |
| ------------------------------ | ------------------------------ | ------------------------------ | ------------------------------ | ------------------------------ | ------------------------------ | ------------------------------ | ------------------------------ | ------------------------------ | ------------------------------ | ------------------------------ | ------------------------------ | ------------------------------ | ------------------------------ | ------------------------------ |
| 1864                           | 1878                           | 1890                           | 1900                           | 1911                           | 1920                           | 1930                           | 1940                           | 1950                           | 1960                           | 1970                           | 1981                           | 1991                           | 2001                           | 2011                           |
| 294                            | 286                            | 331                            | 387                            | 473                            | 501                            | 584                            | 823                            | 1 092                          | 1 233                          | 1 422                          | 1 709                          | 1 623                          | 1 515                          | 1 393                          |

No censo de 1940 figura como S. Miguel de Lama
| Distribuição da População por Grupos Etários | Distribuição da População por Grupos Etários | Distribuição da População por Grupos Etários | Distribuição da População por Grupos Etários | Distribuição da População por Grupos Etários | Distribuição da População por Grupos Etários | Distribuição da População por Grupos Etários | Distribuição da População por Grupos Etários | Distribuição da População por Grupos Etários | Distribuição da População por Grupos Etários |
| -------------------------------------------- | -------------------------------------------- | -------------------------------------------- | -------------------------------------------- | -------------------------------------------- | -------------------------------------------- | -------------------------------------------- | -------------------------------------------- | -------------------------------------------- | -------------------------------------------- |
| Ano                                          | 0-14 Anos                                    | 15-24 Anos                                   | 25-64 Anos                                   | > 65 Anos                                    |                                              | 0-14 Anos                                    | 15-24 Anos                                   | 25-64 Anos                                   | > 65 Anos                                    |
| 2001                                         | 220                                          | 207                                          | 875                                          | 213                                          |                                              | 14,5%                                        | 13,7%                                        | 57,8%                                        | 14,1%                                        |
| 2011                                         | 165                                          | 148                                          | 784                                          | 296                                          |                                              | 11,8%                                        | 10,6%                                        | 56,3%                                        | 21,2%                                        |

Média do País no censo de 2001:  0/14 Anos-16,0%; 15/24 Anos-14,3%; 25/64 Anos-53,4%; 65 e mais Anos-16,4%
Média do País no censo de 2011:   0/14 Anos-14,9%; 15/24 Anos-10,9%; 25/64 Anos-55,2%; 65 e mais Anos-19,0%

## História
Em 1758 teria perto de 200 habitantes tendo em 1981, 1709 habitantes.
Até 1836 pertenceu ao couto e depois ao concelho de Landim, passando nessa data a fazer parte do concelho (atual município) de Santo Tirso.
Foi sede de uma freguesia extinta (agregada) em 2013, no âmbito de uma reforma administrativa nacional, tendo sido agregada às freguesias de Areias, Sequeiró e Palmeira, para formar uma nova freguesia denominada União das Freguesias de Areias, Sequeiró, Lama e Palmeira.

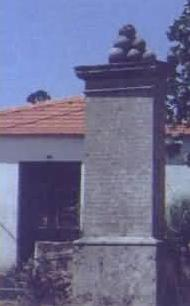
"As Bolas", recorda as lutas entre D. Pedro e D. Miguel.

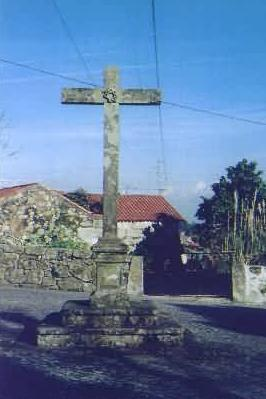
Cruzeiro do século XV.

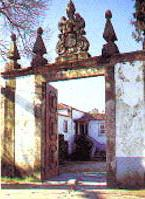
Casa de Barrimau.

## Monumentos

### Igreja Antiga
Foi construída no século XV, em granito. Os altares são em talha dourada, talvez feitos por António Gomes, um dos maiores entalhadores do norte do país, que viveu na Lama, mas não se sabe. A pia de Baptismo é em granito e tem uma tampa de madeira. O nicho onde ela está colocada, tem um portal em ferro. Os tectos são em madeira pintada à mão. Tem um púlpito em madeira.
Na capela há dois quadros e a imagem de um santo em madeira.

### Laranjeira do Adro da Igreja Antiga de São Miguel da Lama
Foi a segunda espécie de laranjeira a ser plantada em Portugal. É chamada a “avó das laranjeiras de Portugal”. É oriunda do Sudoeste da Ásia, de longa duração e de grandes resistências individuais. Os seus frutos são azedos.
Aos domingos as moças paravam debaixo dela para esperarem a hora da desobriga. Os lavradores aproveitavam a sombra da laranjeira para fumarem o seu cigarro e falarem das colheitas enquanto esperavam a hora da missa.
Aos domingos era um local de ajuntamento, era José Trinta Reis, que não se cansava de contar histórias, muitas delas ligadas à sua vida de militar. Outra pessoa habitual era o Zé da Ermelinda, assim chamado porque era costume juntar o nome da mulher e do marido. Era também conhecido por “Bandarra” e também era contador de histórias.
Esta laranjeira ainda sobrevive, apesar da sua idade ser bastante avançada. Foi plantada a quando da construção da Igreja. Tem portanto cerca de trezentos anos. Hoje a laranjeira que dá laranjas azedas, já não houve as histórias de outrora.
É um símbolo de longa vida de que nos recorda o passado, conjuntamente com a Igreja Antiga.
Tem como companheira uma Oliveira que também tem a sua idade. Esta era assaltada no Domingo de Ramos, para “roubo” dos ramos para depois serem presentes na missa. Hoje porém, esta tradição está um pouco diluída e já não se vê o “assalto” à Oliveira, como em tempos mais remotos.

### "As Bolas"
Este monumento situa-se na Lama exactamente na fronteira, entre Santo Tirso e esta freguesia.
Recorda as lutas entre D. Pedro e D. Miguel.
No monumento pode ler-se o seguinte texto:
O General Torres, marchando do Porto com 1500 homens, sobre S. Thyrso, na noute de 25 de Março de 1834, para surpreender o exército realista de 3000 homens no próprio acampamento. Às 5 horas da manhã de 26 ataca as avançadas do inimigo, que, depois de alguma resistência na serra do Carneiro, abandona as posições, tenta então envolvê-lo, mas o brigadeiro Quinhones percebendo-lhe o plano, deita fôgo ao acampamento e retira sobre Guimarães por S. Thyrso, deixando o coronel Puisseux com um esquadrão de lanceiros aquém da ponte a proteger-lhe a retirada. Torres à vista d’isso manda forças ostensivas sobre S. Tyrso e dirige-se com o grosso do exército ao VAU das Vinhas, passando o rio com a cavalaria, para cortar a retirada ao exército realista, o que não consegue, por elle já ter passado, mas, encontra-se aqui com o coronel Puisseux.

### Capela de São Luís
Foi construída por volta de 1690 por Manuel Correia de Lacerda e acabada e datada por Luís Paulino da Silva. Foi inaugurada em 1691.
O patrono desta ermida é São Luís de Angon, que foi Bispo, nasceu em 1274, filho mais velho dos Reis de Nápoles. Foi educado pelos franciscanos em cuja ordem ingressou, renunciando à coroa de Nápoles a favor de seu irmão.
A capela de São Luís fica situada em Portos, na Quinta do mesmo nome. É portanto, capela privada. Luís Paulino da Silva em 1691, datou a capela e obteve licença de Braga para a sua abertura ao culto da liturgia e igualmente se administrarem os outros ofícios divinos.
Esta capela foi recentemente restaurada pelo seu actual proprietário, Laurentino Torres, e, tem no seu interior uma bela imagem de 1690, que representa o seu padroeiro com hábito franciscano, mitra e corga episcopal.

### Cruzeiro
O cruzeiro localiza-se na rua Padre Jacinto Marques. Está construído em granito, assenta em três patamares da mesma rocha e no cimo tem uma rosácea. A sua construção é do século XV e assinala a presença da igreja antiga.

### Casa  de Barrimau
O tecto da sala de entrada da Casa de Barrimau, armoniado, desmoronou-se em fins do século passado, tendo sido substituído por um tecto de gesso, também armoniado.
O actual dono da casa resolveu reconstruir-la de madeira, dando-lhe a forma da maneira que tinha antigamente. Para essa obra aproveitaram-se ainda alguns barrotes primitivos que subsistiam, bem como algumas molduras e fez-se de talha o brasão.
Estas armas tinham sido passadas a Gabriel Pereira de Castro em 1726.
O escudo é um partido de Pereira e Castro e o elmo está encimado pelo timbre do primeiro apelido.

## Educação
- «EB 1 IGREJA - Lama»